# İsmail Akşoy
İsmail Akşoy (né le 10 août 1989 à Antalya) est un coureur cycliste turc.

## Palmarès
- 2009
  - 3e du championnat de Turquie sur route espoirs
- 2011
  - 6eb étape du Tour du Maroc
  - 4e étape du Tour of Gallipoli
  - 1re étape du Tour of Alanya
- 2015
  - 3e étape du Tour de Çanakkale
  - 3e étape du Tour d'Iran - Azerbaïdjan

## Classements mondiaux
| Année           | 2009 | 2010 | 2011 | 2012 | 2013 | 2014 | 2015 |
| --------------- | ---- | ---- | ---- | ---- | ---- | ---- | ---- |
| UCI Africa Tour |      |      | 83e  |      |      |      | 201e |
| UCI Europe Tour | 643e | nc   | 527e |      |      |      |      |